# Lubanice
Lubanice (niem. Laubnitz) – wieś w Polsce położona w województwie lubuskim, w powiecie żarskim, w gminie Żary.
Wieś była siedzibą gminy Lubanice i gromady Lubanice. W latach 1975–1998 miejscowość administracyjnie należała do województwa zielonogórskiego.
W miejscowości znajduje się przystanek kolejowy Lubanice.

## Zabytki
Do wojewódzkiego rejestru zabytków wpisany jest:
- kościół filialny pod wezwaniem MB Różańcowej, z XIII wieku, przebudowany w XIV-XVI wieku, 1884 roku.